# Servoz
Servoz är en kommun i departementet Haute-Savoie i regionen Auvergne-Rhône-Alpes i sydöstra Frankrike. Kommunen ligger i kantonen Chamonix-Mont-Blanc som tillhör arrondissementet Bonneville. År 2022 hade Servoz 1 125 invånare.

## Befolkningsutveckling
Antalet invånare i kommunen Servoz
| Referens: INSEE |